# يوشي
يوشي (بالإنجليزية: Yoshi‎؛ باليابانية: ヨッシー‎، ‏يوسشي) هو شخصية ديناصور خيالية. يعتبر يوشي إحدى شخصيات سلسلة ألعاب فيديو «سوبر ماريو». ظهر يوشي أول مرة في لعبة عالم سوبر ماريو.

## ميزاته
لديه ألوان عديدة وله لسان طويل ولسج ليأكل الفاكهة والعدو وأيضاً يضع بالبيض بالرغم من جنسه.